# Éliminatoires du Championnat d'Europe de football 2000, groupe 7
Cet article donne le calendrier, les résultats des matches ainsi que le classement du groupe 7 des éliminatoires de l'Euro 2000.

## Classement
| Rang | Équipe        | Pts | J  | G | N | P | Bp | Bc | Diff |  | Résultats (▼ dom., ► ext.) |     |     |     |     |     |     |
| ---- | ------------- | --- | -- | - | - | - | -- | -- | ---- |  | -------------------------- | --- | --- | --- | --- | --- | --- |
| 1    | Roumanie      | 24  | 10 | 7 | 3 | 0 | 25 | 3  | +22  |  | Roumanie                   |     | 1-1 | 0-0 | 2-0 | 4-0 | 7-0 |
| 2    | Portugal      | 23  | 10 | 7 | 2 | 1 | 32 | 4  | +28  |  | Portugal                   | 0-1 |     | 1-0 | 3-0 | 7-0 | 8-0 |
| 3    | Slovaquie     | 17  | 10 | 5 | 2 | 3 | 12 | 9  | +3   |  | Slovaquie                  | 1-5 | 0-3 |     | 0-0 | 3-0 | 2-0 |
| 4    | Hongrie       | 12  | 10 | 3 | 3 | 4 | 14 | 10 | +4   |  | Hongrie                    | 1-1 | 1-3 | 0-1 |     | 3-0 | 5-0 |
| 5    | Azerbaïdjan   | 4   | 10 | 1 | 1 | 8 | 6  | 26 | -20  |  | Azerbaïdjan                | 0-1 | 1-1 | 0-1 | 0-4 |     | 4-0 |
| 6    | Liechtenstein | 4   | 10 | 1 | 1 | 8 | 2  | 39 | -37  |  | Liechtenstein              | 0-3 | 0-5 | 0-4 | 0-0 | 2-1 |     |

## Résultats et calendrier
| 2 septembre 1998 | Roumanie                                                                             | 7 - 0 | Liechtenstein | Stade Steaua, Bucarest                       |                                              |
|                  | Popescu 18e · C. Muneanu 30e · Ilie 32e 45e 53e · Moldovan 56e · Haas (de) 60e (csc) |       |               | Spectateurs : 2 830 Arbitrage : Salem Prolić | Spectateurs : 2 830 Arbitrage : Salem Prolić |

| 5 septembre 1998 | Slovaquie                                      | 3 - 0 | Azerbaïdjan | Štadión Lokomotívy (en), Košice             |                                             |
|                  | Fabuš 17e · Dubovský 26e (pen.) · Moravčík 37e |       |             | Spectateurs : 3 243 Arbitrage : Alan Snoddy | Spectateurs : 3 243 Arbitrage : Alan Snoddy |

| 6 septembre 1998 | Hongrie     | 1 - 3 | Portugal                         | Népstadion (en), Budapest                  |                                            |
|                  | Horváth 32e |       | 56e 76e Sá Pinto · 84e Rui Costa | Spectateurs : 46 500 Arbitrage : Urs Meier | Spectateurs : 46 500 Arbitrage : Urs Meier |

| 10 octobre 1998 | Azerbaïdjan | 0 - 4 | Hongrie                                                     | Stade Tofiq-Béhramov, Bakou                   |                                               |
|                 |             |       | 59e Dárdai · 85e (pen.) Illés · 88e Pisont (en) · 90e Fehér | Spectateurs : 11 400 Arbitrage : Stéphane Bré | Spectateurs : 11 400 Arbitrage : Stéphane Bré |

| 10 octobre 1998 | Liechtenstein | 0 - 4 | Slovaquie                                        | Rheinpark Stadion, Vaduz                         |                                                  |
|                 |               |       | 3e Sovič (en) · 13e Dubovský · 36e 61e Tomaschek | Spectateurs : 1 840 Arbitrage : Vladimir Antonov | Spectateurs : 1 840 Arbitrage : Vladimir Antonov |

| 10 octobre 1998 | Portugal | 0 - 1 | Roumanie        | Stade des Antas, Porto                        |                                               |
|                 |          |       | 90e D. Munteanu | Spectateurs : 37 354 Arbitrage : Hellmut Krug | Spectateurs : 37 354 Arbitrage : Hellmut Krug |

| 14 octobre 1998 | Hongrie         | 1 - 1 | Roumanie     | Népstadion (en), Budapest                           |                                                     |
|                 | Hrutka (en) 82e |       | 50e Moldovan | Spectateurs : 25 000 Arbitrage : Kim Milton Nielsen | Spectateurs : 25 000 Arbitrage : Kim Milton Nielsen |

| 14 octobre 1998 | Liechtenstein          | 2 - 1 | Azerbaïdjan  | Rheinpark Stadion, Vaduz                     |                                              |
|                 | Frick 48e · Telser 49e |       | 59e Gurbanov | Spectateurs : 1 450 Arbitrage : Herbert Barr | Spectateurs : 1 450 Arbitrage : Herbert Barr |

| 14 octobre 1998 | Slovaquie | 0 - 3 | Portugal                             | Tehelné pole, Bratislava                     |                                              |
|                 |           |       | 17e 30e J. Vieira Pinto · 70e Xavier | Spectateurs : 22 059 Arbitrage : Oğuz Sarvan | Spectateurs : 22 059 Arbitrage : Oğuz Sarvan |

| 26 mars 1999 | Portugal                                                                               | 7 - 0 | Azerbaïdjan | Stade D. Afonso Henriques, Guimarães          |                                               |
|              | Sá Pinto 28e · J. Vieira Pinto 36e 77e · Madeira 67e · Conceição 75e · Pauleta 82e 83e |       |             | Spectateurs : 14 650 Arbitrage : Jacek Granat | Spectateurs : 14 650 Arbitrage : Jacek Granat |

| 27 mars 1999 | Hongrie                                                    | 5 - 0 | Liechtenstein | Stade de l'Üllői út, Budapest                    |                                                  |
|              | Sebők (en) 17e · Sebők (en) 33e 42e 86e (pen.) · Illés 74e |       |               | Spectateurs : 9 534 Arbitrage : Costas Kapitanis | Spectateurs : 9 534 Arbitrage : Costas Kapitanis |

| 27 mars 1999 | Roumanie | 0 - 0 | Slovaquie | Stadionul Național, Bucarest                  |
|              |          |       |           | Spectateurs : 9 750 Arbitrage : Graham Barber |

| 31 mars 1999 | Azerbaïdjan | 0 - 1 | Roumanie  | Stade Tofiq-Béhramov, Bakou                    |                                                |
|              |             |       | 49e Petre | Spectateurs : 30 000 Arbitrage : Roelof Luinge | Spectateurs : 30 000 Arbitrage : Roelof Luinge |

| 31 mars 1999 | Liechtenstein | 0 - 5 | Portugal                                           | Rheinpark Stadion, Vaduz                           |                                                    |
|              |               |       | 16e (pen.) Rui Costa · Figo 49e · Madeira 54e (60) | Spectateurs : 3 548 Arbitrage : Gylfi Thór Orrason | Spectateurs : 3 548 Arbitrage : Gylfi Thór Orrason |

| 31 mars 1999 | Slovaquie | 0 - 0 | Hongrie | Tehelné pole, Bratislava                        |
|              |           |       |         | Spectateurs : 19 452 Arbitrage : Claude Colombo |

| 5 juin 1999 | Roumanie                  | 2 - 0 | Hongrie | Stade Steaua, Bucarest                         |                                                |
|             | Ilie 2e · D. Munteanu 15e |       |         | Spectateurs : 23 000 Arbitrage : Rune Pedersen | Spectateurs : 23 000 Arbitrage : Rune Pedersen |

| 5 juin 1999 | Azerbaïdjan                                                 | 4 - 0 | Liechtenstein | Stade Tofiq-Béhramov, Bakou                     |                                                 |
|             | Gurbanov 16e · Lychkin 42e · Tagizade 60e · İsayev (en) 73e |       |               | Spectateurs : 8 500 Arbitrage : Knud Stadsgaard | Spectateurs : 8 500 Arbitrage : Knud Stadsgaard |

| 5 juin 1999 | Portugal    | 1 - 0 | Slovaquie | Estádio José Alvalade, Lisbonne                  |                                                  |
|             | Capucho 64e |       |           | Spectateurs : 20 300 Arbitrage : Claus Bo Larsen | Spectateurs : 20 300 Arbitrage : Claus Bo Larsen |

| 9 juin 1999 | Hongrie | 0 - 1 | Slovaquie | ETO Park, Győr                                    |                                                   |
|             |         |       | 53e Fabuš | Spectateurs : 18 300 Arbitrage : Manuel Díaz Vega | Spectateurs : 18 300 Arbitrage : Manuel Díaz Vega |

| 9 juin 1999 | Portugal                                                                      | 8 - 0 | Liechtenstein | Stade municipal, Coimbra                        |                                                 |
|             | Sá Pinto 29e 45e 52e · J. Vieira Pinto 40e 59e 67e · Rui Costa 80e 90e (pen.) |       |               | Spectateurs : 14 020 Arbitrage : Dietmar Drabek | Spectateurs : 14 020 Arbitrage : Dietmar Drabek |

| 9 juin 1999 | Roumanie                                             | 4 - 0 | Azerbaïdjan | Stade Steaua, Bucarest                       |                                              |
|             | Ganea 36e · D. Munteanu 44e · Vlădoiu 50e · Roșu 90e |       |             | Spectateurs : 5 200 Arbitrage : Željko Širić | Spectateurs : 5 200 Arbitrage : Željko Širić |

| 4 septembre 1999 | Azerbaïdjan  | 1 - 1 | Portugal | Stade Tofiq-Béhramov, Bakou                      |                                                  |
|                  | Tagizade 51e |       | 90e Figo | Spectateurs : 8 000 Arbitrage : Dermot Gallagher | Spectateurs : 8 000 Arbitrage : Dermot Gallagher |

| 4 septembre 1999 | Liechtenstein | 0 - 0 | Hongrie | Rheinpark Stadion, Vaduz                    |
|                  |               |       |         | Spectateurs : 1 650 Arbitrage : Sten Kaldma |

| 4 septembre 1999 | Slovaquie              | 1 - 5 | Roumanie                                               | Tehelné pole, Bratislava                        |                                                 |
|                  | Labant (en) 22e (pen.) |       | 6e Ilie · 30e Hagi · 66e Ciobotariu · 88e 90e Moldovan | Spectateurs : 8 143 Arbitrage : Graziano Cesari | Spectateurs : 8 143 Arbitrage : Graziano Cesari |

| 8 septembre 1999 | Roumanie | 1 - 1 | Portugal | Stade Steaua, Bucarest                           |                                                  |
|                  | Hagi 37e |       | 45e Figo | Spectateurs : 24 000 Arbitrage : Hartmut Strampe | Spectateurs : 24 000 Arbitrage : Hartmut Strampe |

| 8 septembre 1999 | Slovaquie              | 2 - 0 | Liechtenstein | Mestský štadión (en), Dubnica nad Váhom          |                                                  |
|                  | Németh 4e · Karhan 55e |       |               | Spectateurs : 3 052 Arbitrage : Andréas Georgiou | Spectateurs : 3 052 Arbitrage : Andréas Georgiou |

| 8 septembre 1999 | Hongrie                                         | 3 - 0 | Azerbaïdjan | Stade de l'Üllői út, Budapest                   |                                                 |
|                  | Sebők (en) 28e · Egressy (en) 51e · Sowunmi 55e |       |             | Spectateurs : 2 910 Arbitrage : Sašo Lazarevski | Spectateurs : 2 910 Arbitrage : Sašo Lazarevski |

| 9 octobre 1999 | Azerbaïdjan | 0 - 1 | Slovaquie       | Stade Tofiq-Béhramov, Bakou                    |                                                |
|                |             |       | 70e Labant (en) | Spectateurs : 6 000 Arbitrage : Kýros Vassáras | Spectateurs : 6 000 Arbitrage : Kýros Vassáras |

| 9 octobre 1999 | Liechtenstein | 0 - 3 | Roumanie                 | Rheinpark Stadion, Vaduz                       |                                                |
|                |               |       | 26e Roșu · 65e 73e Ganea | Spectateurs : 2 900 Arbitrage : Andrei Butenko | Spectateurs : 2 900 Arbitrage : Andrei Butenko |

| 9 octobre 1999 | Portugal                                                | 3 - 0 | Hongrie | Estádio da Luz, Lisbonne                            |                                                     |
|                | Rui Costa 15e (pen.) · J. Vieira Pinto 16e · Xavier 58e |       |         | Spectateurs : 56 000 Arbitrage : Kim Milton Nielsen | Spectateurs : 56 000 Arbitrage : Kim Milton Nielsen |